# La mujer del Diablo
La mujer del Diablo est une telenovela mexicaine produite par Televisa et diffusée entre le 21 juillet 2022 et le 6 janvier 2023 sur ViX+,.

## Distribution

### Acteurs principaux
- Carolina Miranda : Natalia Vallejo
- José Pablo Minor : Diego Carvajal
- Adriana Louvier : Soledad Insulza
- José Ron : Don Cristo Beltrán
- Mónica Dionne : Cayetana de Vallejo
- Alejandro Calva :  Jonás
- Samadhi Zendejas :  Candela
- Jonathan Islas : Mateo Carvajal
- Azul Guaita : Daniela Beltrán
- Ariana Saavedra : Linda Peña
- Sofía Lama : Patricia Alcántara
- Marco Antonio Tostado : Padre Lázaro Beltrán
  - Ferrán Flores : Lázaro Beltrán (jeune)
- Rodolfo Arias : Porfirio
- Álex Perea : Cachorro
- Mauricio Pimentel : Tecolote
- Irineo Álvarez : Felipe
- Leo Casta : Chofer
- Adriana Focke : Maruja
- Martín Rojas : Honorio
- Eduardo Cortejosa : Lagarto
- José Carlos Femat : Sánchez
- Kiara Liz : Rosita
- Diego Cornejo : Memo
- Julio Olivares : Tulio
- Manuel Rosaldo : Juan
- Epy Vélez : Lupita
- Teresa Peragui : Gaby
- Christopher Valencia : ami de Daniela
- Gabriela Carrillo : Clemencia
- Ariane Pellicer : Malena
- María de la Fuente : Isabel
- Leonardo León : Jacinto
- Alejandro Faugier : Fonseca
- Manuel Riguezza : David
- José Juan Rodríguez : Artemio
- Ferrán Flores : Lázaro
- Antonio Alcántara : Aurelio
- Ianis Guerrero : Cruz Tarazona
- Salvador Amaya : López
- Juan Roberto Valera : Juancho
- Diego Escalona : Rodrigo
- Benjamín Martínez : Dr. Hernández
- Omar Barriga : Neto
- Alejandro Briones : Murillo
- Manuel Rosaldo : Juan
- Mauro González Enríquez : Enrique
- Teresa Peragui : Gaby
- Daniel García Parra : Tomás
- Alberto Farrés : Malpica
- Deborah Ríos : Griselda
- Miranda Rinaldi : Matilde

## Épisodes
| Saisons | Saisons | Épisodes | Diffusion originale |
| ------- | ------- | -------- | ------------------- |
|         | 1       | 8        | 21 juillet 2022     |
|         | 2       | 8        | 18 octobre 2022     |
|         | 3       | 10       | 6 janvier 2023      |

### Première saison (2022)
La première saison est mise en ligne le 21 juillet 2022.
1. Secuestro
2. Violencia contra la violencia
3. Fuga frustrada
4. Sólo por voluntad
5. Presentación pública
6. Sacrificio
7. Impulsados por la pasión
8. Ataque a una boda
9. Culpable
10. No salgas de casa
11. Cosecha de tempestades
12. La reunión
13. El monstruo
14. Claroscuro
15. La conspiración
16. Cruz de fuego'
17. La sangre de Cristo
18. Guerra declarada
19. El peso del ayer
20. Una cucharada de su propio chocolate
21. El peligro de las aguas mansas
22. La suerte está echada
23. Hallazgos
24. Juego de máscaras
25. Pronóstico de tormenta
26. El abismo y el cielo

## Production

### Développement
La série a été annoncée le 31 octobre 2021 lors de la présentation initiale de Grupo Televisa pour 2022, faisant partie des titres initiaux du nouveau service de streaming créé après la fusion Televisa-Univision.  Le tournage de la production a commencé le 24 janvier 2022.

## Diffusion
- Vix+ (2022)